# Bëlga
Pour les articles homonymes, voir Belga (homonymie).
Bëlga est un groupe hongrois de pop rock, originaire de Budapest.

## Histoire
Les membres fondateurs du groupe sont Bauxit, Még5lövés et Tokyo, tous étudiants au Tan Kapuja Buddhist College. À la fin des années 1990, ils se rencontrent lors d'une émission sur Tilos Radio, où ils gont la connaissance de DJ Titus et de Sickratman (alors connu sous le nom de « Secretman »). En 2001, ils se produisent pour la première fois au Sziget Festival. Ils participent pour la première fois au concours de talents Pepsi Sztárcsináló, où ils atteignent la finale avec leur morceau Ovi. Leur premier album, Majd megszokodod, sorti en 2002, permet au groupe de se faire connaître, l'un des morceaux de l'album, Nemzeti hip-hop, étant célèbre pour ses paroles dénonçant les opinions nationalistes (selon une légende urbaine, elle devient l'une des chansons préférées de la défunte Pannon Radió, qui l'a prise au sérieux), mais Ovi, A gyaloglás vége et Kalauz connaissent également le succès. L'album Jön a Gólem !, sorti en 2004, a un son légèrement plus pop que son prédécesseur, qui devient disque d'or. En octobre 2005, le groupe sort son troisième double album, intitulé Bokorpuszta et Zsolti a béka.
En 2010, le groupe sort quatre albums. Le premier, à thème politique, sort le 5 mars et s'intitule Arany ; le deuxième, un « support pédagogique » (offert en cadeau pour le magazine Bravo du 1er avril), s'intitule Platina et sort le 1er avril. Le troisième album, qui contient des chansons « traditionnelles » de Bëlga, s'intitule Gyémánt et sort le 5 mai. Le quatrième album s'appelle Farost et sort le 4 juin 2010. Les quatre albums peuvent être téléchargés gratuitement sur le site web du groupe, qui soutient la copie gratuite de musique depuis le début,.
Depuis 2023, la présence sur scène des membres de Bëlga est numérotée. Still5, Tokyo, et Bauxit portent les numéros 1, 2, 3 au dos de leurs tenues. L'origine de la numérotation et l'ordre sont décidés car le numéro fétiche de Bauxit était le 3 par défaut, il n'était donc pas question qu'il l'obtienne, il se fichait de l'ordre de toute façon. Tokyo et Even5 devaient ensuite se battre pour le numéro 1, mais Tokyo ne s'est pas présenté au combat. Even5 a donc remporté le numéro 1 et Tokyo s'est retrouvé avec le numéro 2.

## Discographie
- 2002 : Majd megszokod
- 2004 : Jön a Gólem! (1re place des charts hongrois)
- 2005 : Bëlga 3
- 2007 : Zigilemez
- 2010 : Bëlga Tavasz
- 2012 : Stég FM 84
- 2013 : Sanyi
- 2015 : Disco!
- 2017 : Csumpa
- 2021 : Karnevál
- 2023 : Fém of Bëlga